# 大阪府道18号枚方交野寝屋川線
大阪府道18号枚方交野寝屋川線（おおさかふどう18ごう ひらかたかたのねやがわせん）は、大阪府枚方市から交野市街地を経て寝屋川市に至る府道（主要地方道）である。

## 概要
国道1号と国道170号をショートカットできる数少ない路線であるがゆえに、交通量は多い。

### 路線データ
- 起点：大阪府枚方市楠葉（楠葉交差点・楠葉南交差点=大阪府道13号京都守口線交点）
- 終点：大阪府寝屋川市仁和寺町（仁和寺（にわじ）交差点=大阪府道13号京都守口線・大阪府道15号八尾茨木線交点）

## 歴史
- 1993年（平成5年）5月11日 - 建設省から、府道枚方交野寝屋川線が枚方交野寝屋川線として主要地方道に指定される[1]。

## 路線状況

### 重複区間
- 大阪府道148号木屋交野線（枚方市茄子作東町・茄子作4丁目交差点 - 枚方市茄子作）
- 国道170号（寝屋川市川勝町・豊野交差点 - 寝屋川市本町・秦北口交差点）

太秦交差点（打上川治水緑地南側）・秦北口交差点間は旧道・寝屋川市道との重複認定。
なお、枚方市招提中町2丁目地先（大阪府道17号枚方高槻線交点）から同出屋敷元町2丁目地先（大阪府道144号杉田口禁野線交点）まで旧道として残っている。

### 俗称
- 「ニコニコ街道」
起点や沿線にある大型パチンコ・パチスロチェーン店の屋号から。
- 水道道（すいどうみち）
大阪市水道局の送水管と大阪広域水道企業団の送水管が本道路の地下を通っていることから。大阪市水道局の送水管には枚方市楠葉中之芝にある楠葉取水場から寝屋川市太秦高塚町にある豊野浄水場への原水が通り、大阪広域水道企業団の送水管には枚方市村野高見台にある村野浄水場から大阪府東部・南部への浄水が通っている。
- 東高野街道 枚方市内で一部重複。
- 日置今池街道（旧道の一区間。枚方市愛称道路名）

## 地理

### 通過する自治体
- 枚方市
- 交野市
- 寝屋川市

### 交差する道路
枚方市
- 大阪府道13号京都守口線（枚方市楠葉・楠葉交差点・楠葉南交差点）
- 大阪府道17号枚方高槻線（枚方市招提平野町・招提口交差点）
- 大阪府道144号杉田口禁野線（枚方市田口・出屋敷西交差点）
- 国道1号（枚方市出屋敷元町・出屋敷南交差点）
- 国道307号（枚方市大峰元町・池之宮4丁目東交差点）

交野市
- 大阪府道7号枚方大和郡山線（交野市幾野・出鼻橋交差点）
- 国道168号（大阪府道20号枚方富田林泉佐野線 重複）（交野市梅が枝・新天の川橋交差点）

枚方市
- 国道168号（枚方市茄子作東町・釈尊寺口交差点・茄子作東交差点）
- 大阪府道148号木屋交野線（枚方市茄子作東町・茄子作4丁目交差点）
- 大阪府道148号木屋交野線（枚方市茄子作）

寝屋川市
- 大阪府道154号私市太秦線（寝屋川市寝屋・寝屋交差点）
- 国道170号（寝屋川市川勝町・豊野交差点）
- 国道170号（寝屋川市本町・秦北口交差点）
- 大阪府道21号八尾枚方線（寝屋川市昭栄町・昭栄町交差点）
- 大阪府道149号木屋門真線（寝屋川市高柳・高柳交差点）
- 大阪府道15号八尾茨木線（寝屋川市対馬江東町・対馬江東町東交差点）
- 大阪府道13号京都守口線・大阪府道15号八尾茨木線（寝屋川市仁和寺町・仁和寺交差点、終点）

旧道（枚方市）
- 大阪府道17号枚方高槻線（枚方市招提中町2丁目）
- 国道1号（枚方市出屋敷元町2丁目）
- 大阪府道144号杉田口禁野線（枚方市出屋敷元町）

新道（寝屋川市）
- 国道170号（寝屋川市高宮栄町・陸運事務所南交差点）
- 大阪府道15号八尾茨木線・大阪府道149号木屋門真線（寝屋川市高柳・高柳2交差点）

### 沿線にある施設など
- 樟葉駅
- くずはモール
- 大阪歯科大学樟葉校舎
- 総合スポーツセンター
- 村野浄水場
- 京阪バス交野営業所
- 大阪府立北かわち皐が丘高等学校
- 寝屋川自動車教習所
- 打上川治水緑地
- 寝屋川郵便局
- 大阪電気通信大学
- 近畿運輸局大阪運輸支局
- 大阪府立寝屋川高等学校
- 寝屋川市駅
- 京阪バス寝屋川営業所